# Овчара (Вуковар)
Овчара (хорв. Ovčara) — хутір за 5 км на південний схід від Вуковара, у Вуковарсько-Сремській жупанії Хорватії. Нині адміністративно входить до міста Вуковар і разом із хутором Якобоваць налічує 47 жителів. З 1991 до 2001 об'єднався з Якобовацем в один населений пункт під назвою Грабово, що в громаді Томпоєвці. З 2001 це окремий населений пункт. 
У новітній історії Овчара відома як місце сербського пересильного табору і масового вбивства полонених хорватських оборонців Вуковара 1991 року. 